# 金子広美
金子 広美（かねこ ひろみ、1980年9月9日 - ）は、宮城県出身の自転車競技選手である。福島県立白河第二高等学校卒業。
24歳の時、マウンテンバイクが趣味だった夫の影響で自転車に乗り始める。当初はヒルクライム大会で連続優勝し、「ヒルクライムの女王」と呼ばれたが、後にロードレースに転向。
2018年UCIロード世界選手権に出場。2021年に延期された2020年東京オリンピックの日本代表にも40歳で選出され、女子ロード43位だった。

## 主な成績
Source: 
2012年
- 全日本自転車競技選手権大会 ロードレース 3位

2013年
- 全日本自転車競技選手権大会 ロードレース 2位
- ツアー・オブ・タイ 全体9位

2015年
- 全日本自転車競技選手権大会 タイムトライアル3位
- 全日本自転車競技選手権大会 ロードレース 3位

2016年
- アジア自転車競技選手権大会 ロードレース 9位

2017年
- 全日本自転車競技選手権大会 ロードレース 3位
- ツアー・オブ・タイ 全体5位

2018年
- 全日本自転車競技選手権大会 ロードレース 2位

2019年
- 全日本自転車競技選手権大会 ロードレース 2位

2021年
- 全日本自転車競技選手権大会 ロードレース 2位

2022年
- 全日本自転車競技選手権大会 ロードレース 3位
- ツール・ド・おきなわ優勝[6]。